# Stefano D'Orazio
Stefano D'Orazio (Rome, 12 septembre 1948 – Rome, 6 novembre 2020) est un batteur, parolier, chanteur et réalisateur italien.